# Cattedrale di San Michele Arcangelo (Mazyr)
La cattedrale di San Michele Arcangelo (in bielorusso: Сабор у імя Архістратыга Міхаіла) è la cattedrale ortodossa di Mazyr, in Bielorussia, sede dell'eparchia di Turov e Mazyr.

## Storia
Nel 1745 Kazimierz Oskierka iniziò la costruzione di un nuovo monastero francescano in pietra, con al centro una grande chiesa in stile barocco.
Dopo la spartizione della Polonia, Mazyr passò all'Impero russo. Dopo la Rivolta di Gennaio (1863-1864) tutti i monasteri cattolici e molte chiese di Bielorussia e Ucraina vennero chiusi, così nel 1864  la chiesa francescana di Mazyr fu trasferita alla chiesa ortodossa.
Dal 1937 al 1941 la cattedrale fu trasformata in una prigione.